# Iragua notanda
Iragua notanda är en insektsart som beskrevs av Fowler 1899. Iragua notanda ingår i släktet Iragua och familjen dvärgstritar. Inga underarter finns listade i Catalogue of Life.